# Bozia (Einheit)
Die Bozia war ein italienisches Volumenmaß auf der Insel Kythira (italienisch Cerigo) (die Insel fiel erst in den 1860er Jahren nach venezianischer und napoleonischer Herrschaft an Griechenland) und als Weinmaß und Ölmaß im Gebrauch. Zwischen diesen beiden Maßen gab es keinen Unterschied in der Größe.
- Weinmaß 1 Bozia = 2 Agastere = 114 ½ Pariser Kubikzoll = 2,25 Liter (errechn. über Agastere 1 Bozia = 2,5 Liter)
- Weinmaß 30 Bozie = 1 Barill
- Ölmaß 24 Bozie = 1 Barill